# Nyctemera carissima
Nyctemera carissima är en fjärilsart som beskrevs av Swinhoe 1891. Nyctemera carissima ingår i släktet Nyctemera och familjen björnspinnare. Inga underarter finns listade i Catalogue of Life.